# سس سفید

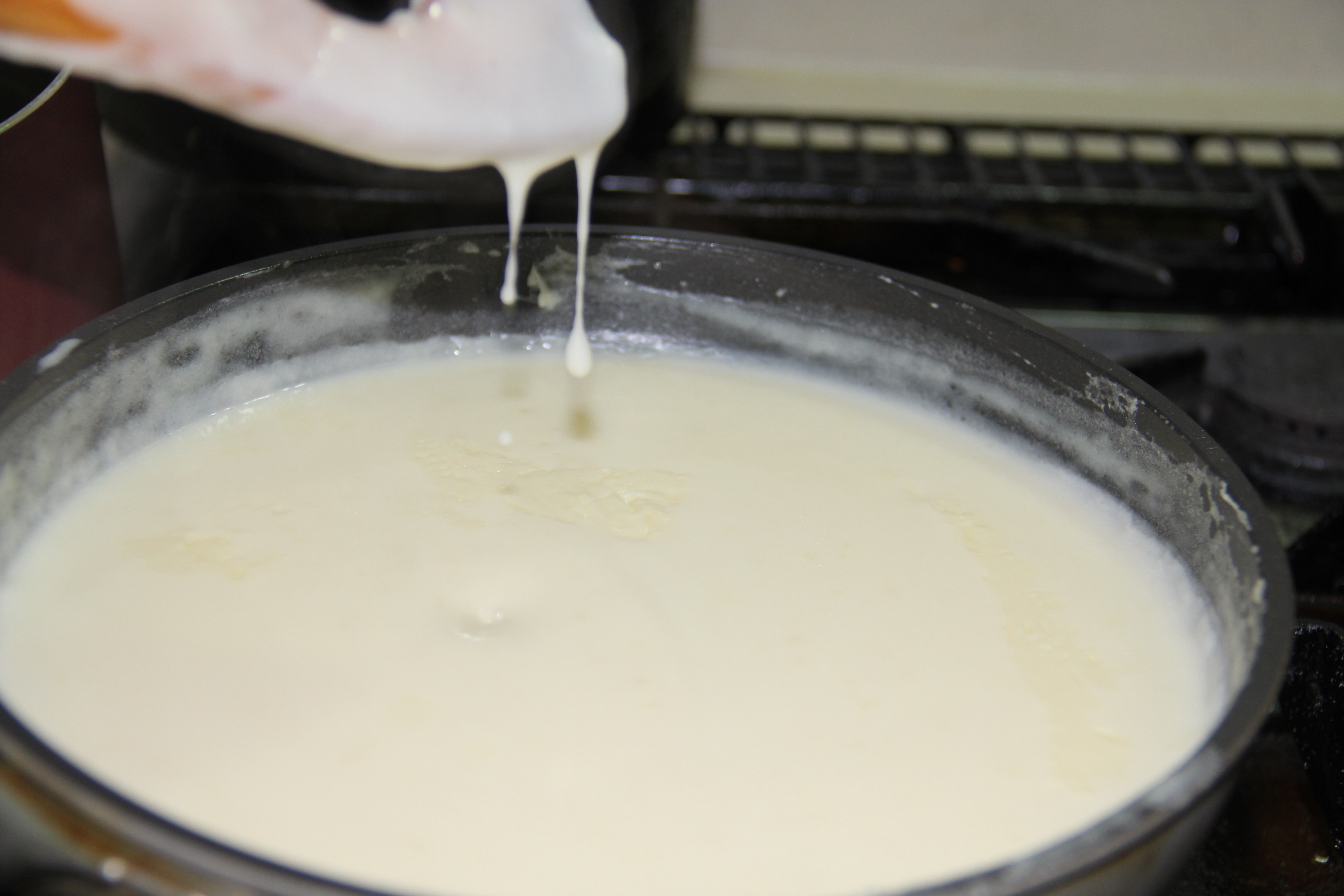
سس سفید

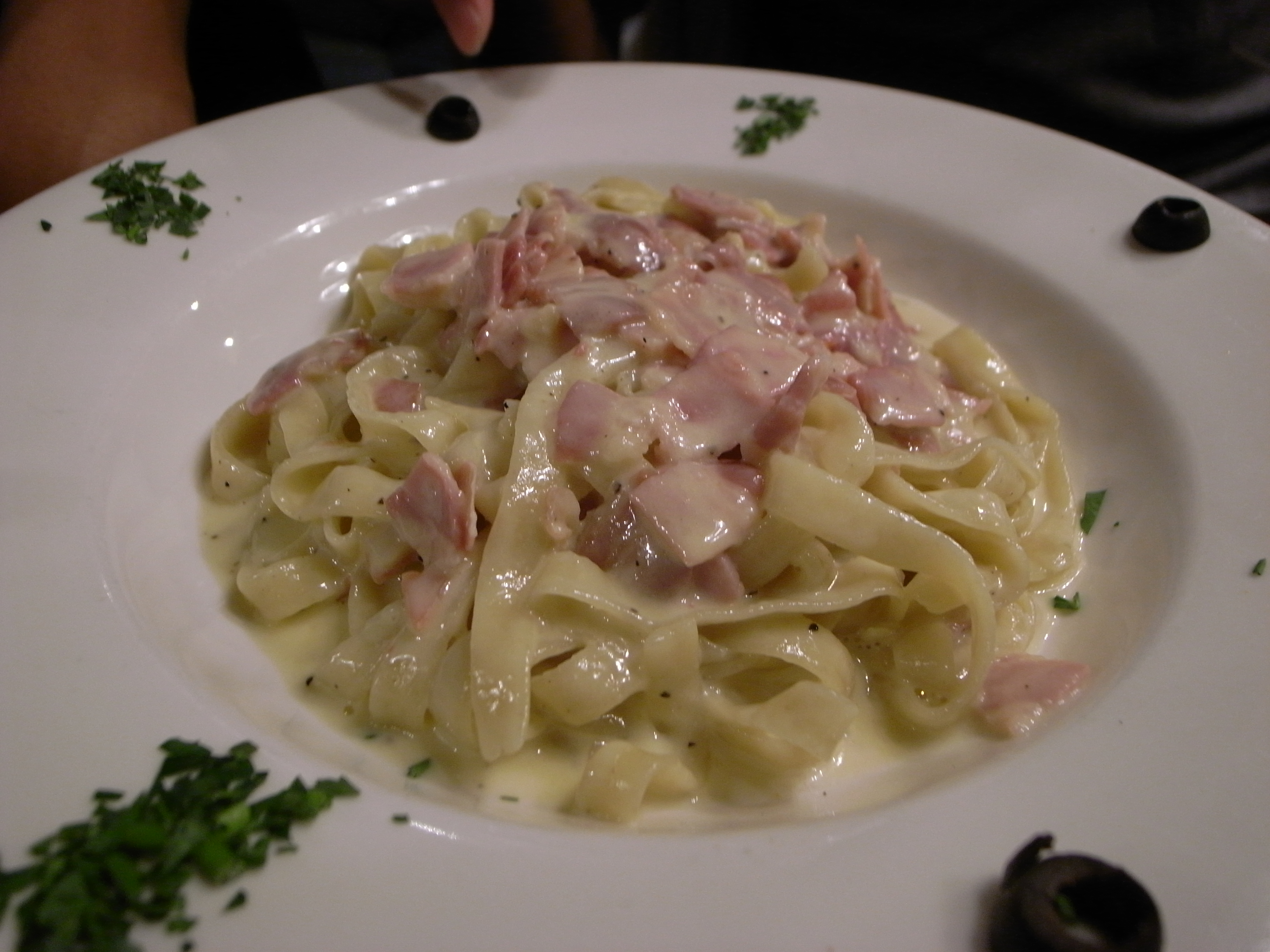
سس سفید بکار رفته در اسپاگتی کاربونارا

سس سفید سسی است که از ترکیب کره، آرد و شیر تهیه می‌شود. در آشپزی فرانسوی سس بشامل (به فرانسوی: Béchamel) سس سفید نامیده می‌شود. نحوهٔ تهیه این سس به این طریق است که کره و آرد تا حدی که رنگ آن تغییر نکند حرارت داده می‌شود و پس از آن شیر را اضافه کرده تا کشدار شده و حالت سس پیدا کند. علاوه بر این، ممکن است خامه نیز به آن اضافه شود ولی الزاماً افزودن خامه لازم نیست. این سس در برخی انواع غذاهای گوشتی، ماکارونی مانند کاربونارا و انواع مختلف دیگر غذا و سوپ استفاده می‌شود.